# Чемпионат Азербайджана по борьбе 2013
Чемпионат Азербайджана по борьбе 2013 года проходил в Баку с 21 по 23 декабря. Соревнования среди мужчин проходили по вольной и греко-римской борьбе в спортивно-олимпийском центре «Серхедчи». Всего разыгрывалось 14 комплектов медалей. На турнире принимал участие 301 борец вольного и греко-римского стилей.
Чемпионат был организован Министерством молодёжи и спорта Азербайджанской Республики совместно с Федерацией борьбы Азербайджана. В соревнованиях могли участвовать спортсмены, достигшие 18 лет и старше.

## Медалисты

### Вольная борьба
| Категория | Золото                           | Серебро                                       | Бронза                                                              |
| --------- | -------------------------------- | --------------------------------------------- | ------------------------------------------------------------------- |
| до 55 кг  | Намик Севдимов СО МВД            | Яшар Алиев Апшеронский район, СОЦ «Нефтчи»    | Эмин Гусейнов СОЦ «Нефтчи» Алдар Алдаров «Атаспорт»                 |
| до 60 кг  | Гаджи Алиев СОЦ «Нефтчи»         | Галиб Алиев СОЦ «Нефтчи»                      | Умид Мамедов Сумгаит, СОЦ «Нефтчи» Ахмеднаби Гварзатилов «Атаспорт» |
| до 66 кг  | Руслан Дибиргаджиев «Атаспорт»   | Агагусейн Мустафаев СОЦ «Нефтчи»              | Магомед Муслимов «Атаспорт» Мурад Сулейманов Гянджа, «Тахсил»       |
| до 74 кг  | Ашраф Алиев СОЦ «Нефтчи»         | Джабраил Гасанов «Зенит»                      | Гаджимурад Омаров «Атаспорт» Эмин Азизов СОЦ «Нефтчи»               |
| до 84 кг  | Гамзат Османов «Атаспорт»        | Ибрагим Юсубов Агстафинский район, «Гёйазан»  | Магомед Абдулхаликов «Атаспорт» Магомедгаджи Хатиев «Атаспорт»      |
| до 96 кг  | Хетаг Гозюмов «Атаспорт»         | Роман Бекиров Апшеронский район, СОЦ «Нефтчи» | Асланбек Алборов «Атаспорт» Ильхам Абидов СОЦ «Нефтчи»              |
| до 120 кг | Джамаладдин Магомедов «Атаспорт» | Аслан Дзебишов «Атаспорт»                     | Санан Багиров «Гёмрюк» Али Исаев «Атаспорт»                         |

### Греко-римская борьба
| Категория | Золото                     | Серебро                          | Бронза                                                                      |
| --------- | -------------------------- | -------------------------------- | --------------------------------------------------------------------------- |
| до 55 кг  | Орхан Ахмедов «Локомотив»  | Мурад Базаров СОЦ «Нефтчи»       | Мурад Мамедов Сумгаит, СОЦ «Нефтчи» Эльдениз Азизли СОЦ «Нефтчи»            |
| до 60 кг  | Талех Мамедов СОЦ «Нефтчи» | Эльман Мухтаров СОЦ «Нефтчи»     | Ровшан Тагиев СОЦ «Нефтчи» Эльчин Алиев Сумгаит, СОЦ «Нефтчи»               |
| до 66 кг  | Гасан Алиев СОЦ «Нефтчи»   | Азад Алиев СОЦ «Нефтчи»          | Джавид Асадов ЦСКА Камран Мамедов СО МВД                                    |
| до 74 кг  | Рустам Алиев СО МВД        | Ниямеддин Ибрагимов СОЦ «Нефтчи» | Гаджимурад Багманов Балакенский район, СОЦ «Нефтчи» Самран Насибов «Гёмрюк» |
| до 84 кг  | Мате Савадзе «Атаспорт»    | Орхан Нуриев СОЦ «Нефтчи»        | Рафик Гусейнов СО МВД Эльвин Мурсалиев СОЦ «Нефтчи»                         |
| до 96 кг  | Араз Гасанов СОЦ «Нефтчи»  | Шахрияр Мамедов СО МВД           | Магомед Шабанов «Атаспорт» Адиль Гусейнов СО МВД                            |
| до 120 кг | Валера Родригес «Атаспорт» | Аббас Абдуллаев «Атаспорт»       | Сабухи Гумбатов «Пахлеван» Гоша Давитадзе «Атаспорт»                        |